# Ґліна (Островський повіт)
Ґліна (пол. Glina) — село в Польщі, у гміні Малкіня-Ґурна Островського повіту Мазовецького воєводства.
Населення — 355 осіб (2011).
У 1975-1998 роках село належало до Остроленцького воєводства.

## Демографія
Демографічна структура станом на 31 березня 2011 року:
|          | Загалом | Допрацездатний вік | Працездатний вік | Постпрацездатний вік |
| -------- | ------- | ------------------ | ---------------- | -------------------- |
| Чоловіки | 175     | 30                 | 121              | 24                   |
| Жінки    | 180     | 44                 | 95               | 41                   |
| Разом    | 355     | 74                 | 216              | 65                   |